# 경이로운 지구 (2020년 텔레비전 프로그램)
《경이로운 지구》는 2020년 3월 30일부터 2020년 5월 14일까지 EBS 1TV에서 방송되었던 종합 다큐멘터리 프로그램이자 교양 프로그램이다. 주로 과학, 역사, 식물, 자연, 동물, 지리 등에 관한 소재를 다루며 같은 동물 다큐멘터리 프로그램인 동물의 왕국, 동물의 세계와 동시간대에 방송된다.

## 같이 보기
- 동물의 왕국
- 동물의 세계